# Bohdana Froliak
Bohdana Froliak  (née le 5 mai 1968) est une compositrice ukrainienne.

## Biographie
Froliak nait le 5 mai 1968 à Vydyniv dans l'oblast d'Ivano-Frankivsk en Ukraine. Elle a fait ses premiers pas musicaux dans son village natal sous la direction de Vasyl Kufliuk, un enseignant du village qui a obtenu son diplôme d'enseignement et de musique à Varsovie.
En 1986 elle sort diplômée de l'école de musique Львівський державний музичний ліцей ім. С. Крушельницької (uk) à Lviv après avoir étudié le piano, le solfège et la composition. En 1991 elle est diplômée en composition du Conservatoire de Lviv. Elle a étudié avec Volodymyr Flys (en) et Myroslav Skoryk. En 1998, Frolyak suit un cours de troisième cycle non diplômant de la même université. En 2009, elle suit deux cours à la faculté de composition et à la faculté de musique contemporaine et jazz de l'Académie de musique de Cracovie.
Depuis 1991 elle est chargée de cours à la faculté de composition musicale du Conservatoire de Lviv. Elle est également membre de l'Union nationale des compositeurs d'Ukraine (en).

## Bourses et récompenses
- Bourses d'études:
  - 2001 : bourse de la Warsaw Autumn Friends' Foundation et de la Musikstiftung Ernst von Siemens[2]
  - 2004 : bourse Gaude Polonia du ministre de la Culture de Pologne[2]
- Prix:
  - 2000 : prix Levko Revutsky (en) en composition[1]
  - 2005 : Prix d'État Boris Liatochinski en composition[1]

## Œuvres

### Orchestrales
- Symphonie no 1 Orbis Terrarum, 1998
- Symphonie no 2, 2009
- Concerto pour piano et orchestre (pour jeunes musiciens), 2000
- Concerto pour clarinette et orchestre, 2004–2005
- U vozdukhakh plavayut' lisy... sur un texte de Vassyl Stefanyk et Nazar Honchar pour clarinette, violoncelle, piano, chœur mixte et cordes, 2002
- Vestigia pour violon, alto et cordes, 2003
- Kyrie eleison pour chœur mixte et cordes, 2004
- Daemmerung pour clarinette et cordes, 2005
- Agnus Dei pour chœur mixte et cordes, 2006
- Jak modlitwa sur un texte d'Adam Zagajewski pour soprano et orchestre, 2007
- Clarification pour violoncelle et cordes, 2006 Petits ensembles et solo

### Petits ensembles et solos
- Comment pouvez-vous me dire : Fuis dans vos montagnes, comme un oiseau ? (d'après le Psaume 11 (10)) pour flûte, flûte alto, clarinette, clarinette basse, saxophone alto (cor anglais dans l'édition initiale), violon, alto et violoncelle, 2001
- Stück pour piano, 2004
- Partita–méditation pour deux violons, 2007
- Lamento pour trio avec piano, 2007
- Suite en ut pour violoncelle et piano, 2008
- Inventions pour huit violoncelles, 2009